# Дюийак-су-Перпертюз
Дюийа́к-су-Перпертю́з (фр. Duilhac-sous-Peyrepertuse) — коммуна во Франции, находится в регионе Лангедок — Руссильон. Департамент коммуны — Од. Входит в состав кантона Тюшан. Округ коммуны — Нарбонна.
Код INSEE коммуны — 11123.

## Население
Население коммуны на 2008 год составляло 124 человека.
| 1962 | 1968 | 1975 | 1982 | 1990 | 1999 | 2008 |
| ---- | ---- | ---- | ---- | ---- | ---- | ---- |
| 146  | 111  | 97   | 94   | 87   | 104  | 124  |

## Экономика
В 2007 году среди 70 человек в трудоспособном возрасте (15—64 лет) 44 были экономически активными, 26 — неактивными (показатель активности — 62,9 %, в 1999 году было 76,3 %). Из 44 активных работали 39 человек (24 мужчины и 15 женщин), безработных было 5 (3 мужчин и 2 женщины). Среди 26 неактивных 3 человека были учениками или студентами, 13 — пенсионерами, 10 были неактивными по другим причинам.

## Фотогалерея

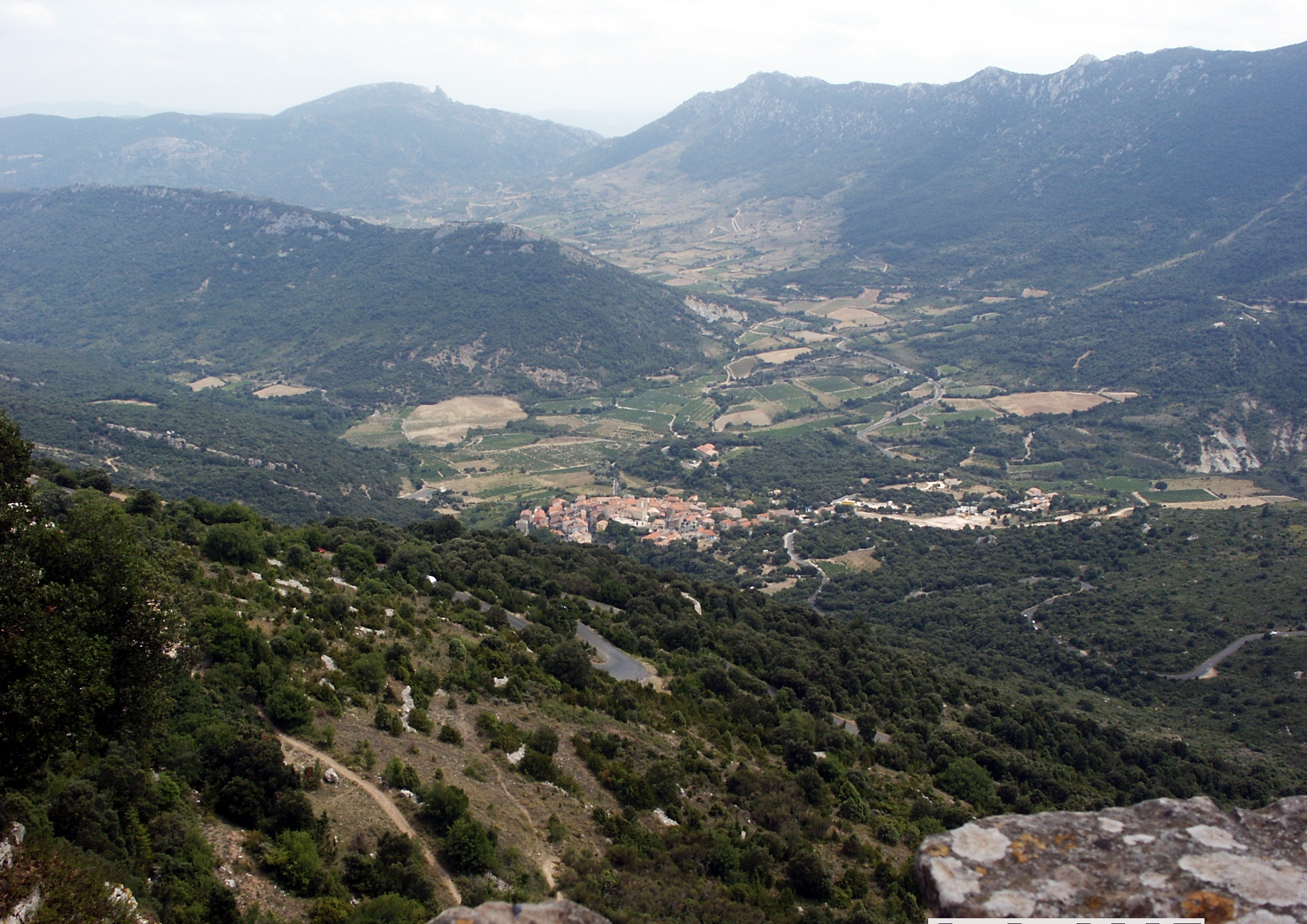
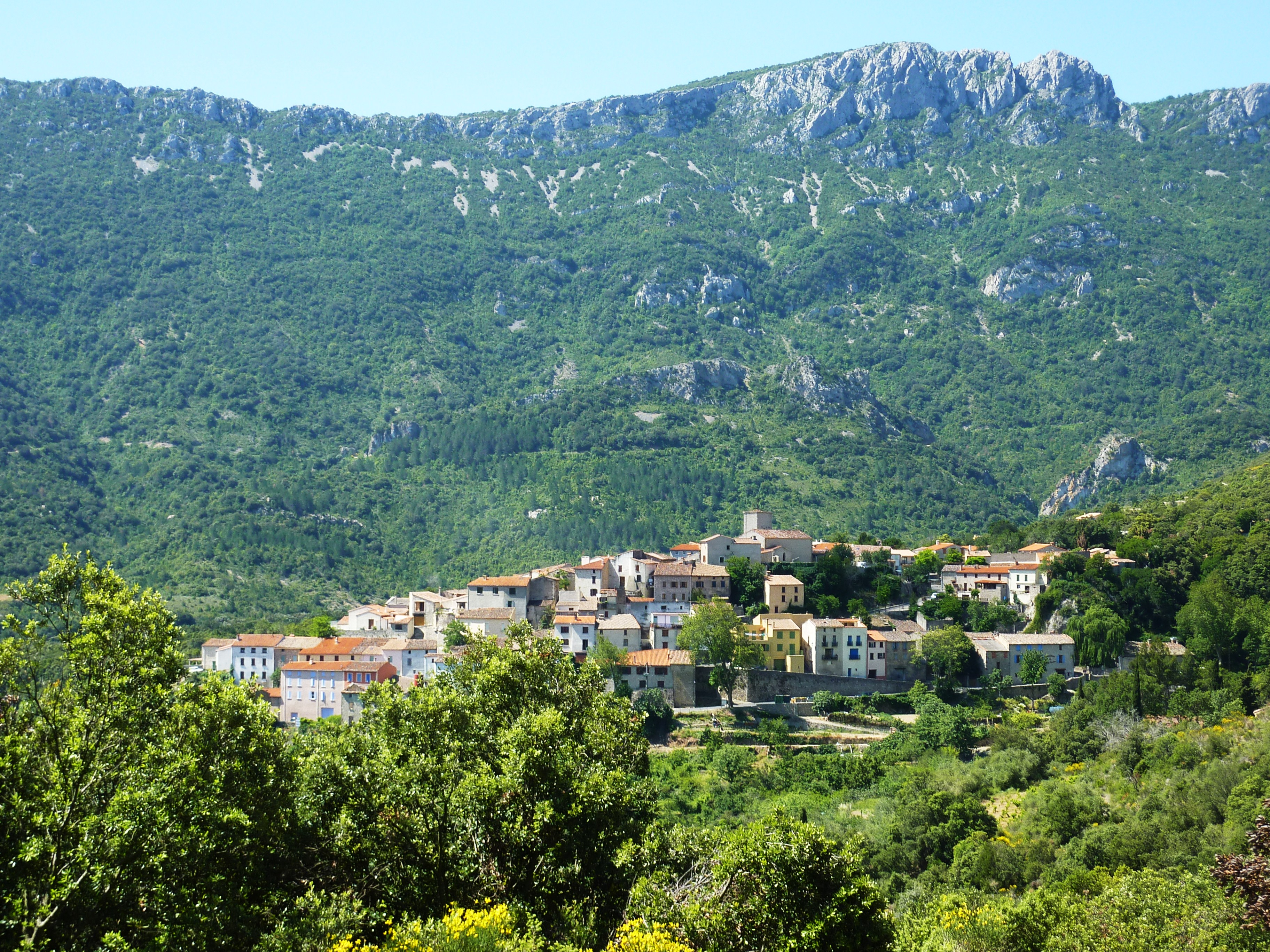
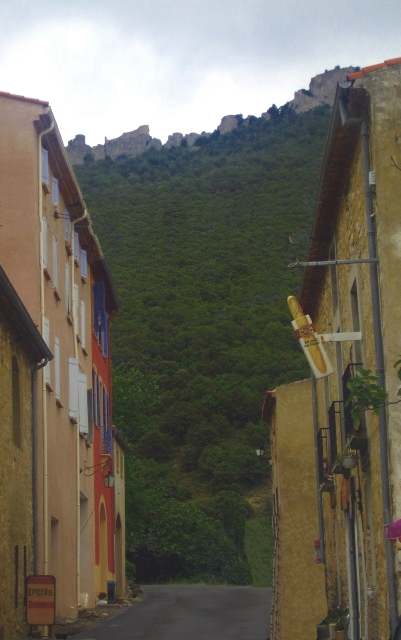